# Geotrygon montana
Geotrygon montana е вид птица от семейство Гълъбови (Columbidae).

## Разпространение
Видът е разпространен в Антигуа и Барбуда, Аржентина, Американските Вирджински острови, Барбадос, Белиз, Боливия, Бразилия, Венецуела, Гренада, Гваделупа, Гватемала, Гвиана, Доминика, Доминиканската република, Еквадор, Кайманови острови, Колумбия, Коста Рика, Куба, Мартиника, Мексико, Монсерат, Никарагуа, Панама, Парагвай, Перу, Пуерто Рико, Салвадор, Сейнт Китс и Невис, Сейнт Лусия, Сейнт Винсент и Гренадини, Суринам, Тринидад и Тобаго, Френска Гвиана, Хаити, Хондурас и Ямайка.